# إليجاه في. وايت
إليجاه في. وايت (بالإنجليزية: Elijah V. White)‏ هو شريف أمريكي، ولد في 29 أغسطس 1832 في مقاطعة مونتغومري في الولايات المتحدة، وتوفي في 11 يناير 1907 في ليسبورغ في الولايات المتحدة.